# コトブキツカサ
コトブキ ツカサ（本名：佐野 忠宏（さの ただひろ）、1973年11月16日（51歳） - ）は、日本の映画パーソナリティ。静岡県・富士宮市出身。チャッターボックス所属。血液型はO型、身長171cm、体重72kg。和光大学人文芸術学科中退。2014年より日本工学院非常勤講師を務める。

## 来歴・人物
- 学生時代は、ペンネーム「イングリティ佐野」で大槻ケンヂのオールナイトニッポンのヘビーリスナーであった。
- 「イングリティ佐野」のペンネームは、高校生時に英語研究部で活動していたことから、電話でラジオに出演するに際して番組ディレクターが付した、とk-mixアンカーナイト内でリスナーの問に答える[出典無効]。
- 1995年に西田征史とお笑いコンビ「ピテカンバブー」を結成する。ホリプロに所属して本名で活動し、『ホリプロお笑いライブ』、テレビ、ラジオなどに出演したが2000年10月に解散する。
- 解散後はピン芸人に転向し、元フォークダンスDE成子坂（後に鼻エンジン）の村田渚と路上[1]トークライブを月に一回行うなど活動した。当初は事務所に所属していなかったがのちにプライムへ移籍し、有田哲平の付き人兼運転手も務める。芸名を「佐野スカイウォーカー」「さのっち」「すなっち」「寿司（「ことぶき つかさ」）」「コトブキツカサ」と順次変える。
- コトブキツカサは、フォークダンスDE成子坂のネタに由する[2]。
- 2006年に急死した村田の第一発見者で、発見時の表情が「本当に穏やかだった。微笑んでいた」と語る。
- 主にくりぃむしちゅーやマツコ・デラックスの番組で前説を務めることが多く、『ライオンのごきげんよう』『おとなの学力検定スペシャル小学校教科書クイズ!』『しゃべくり007』など一時は週に20余の番組で担当した。前説は冠タレントの事務所の後輩が行う事例が多いが、小規模な事務所に所属するため、稼働する芸人が実質コトブキと浜ロンしかおらず二人に前説が集中する[3][出典無効]。『くりぃむしちゅーのオールナイトニッポン』のフリートークなどでたびたび話題とされる。
- 近年は年間約500本の映画を観て、「好きな映画を3本挙げれば、その人の心理がわかる」などと映画心理カウンセラーを自称する。
- 我が子に自分を「父上」と呼ばせている。

## 芸風
「前説芸人」を自称し、従来の前説経験からネタを作っている。拍手の練習や客いじりなどでネタ振りしたのちに「これです!」または「これなんです!」と前説芸の落ちなどを強調する。衣装は半袖と半ズボンの黒色スーツである。「寿司」時代はつかみに「すしと書いてコトブキツカサ」と言った。

## 出演番組
コトブキツカサ（寿司）として出演

### テレビドラマ
- 青春探偵ハルヤ〜大人の悪を許さない!〜 第9話（2015年12月10日、読売テレビ・日本テレビ系） - 大石 役
- 日曜ワイド 「庶務行員 多加賀主水が許さない」（2017年10月17日、テレビ朝日） - 大門一茂 役
  - 日曜プライム「庶務行員 多加賀主水が悪を断つ」（2019年2月10日）
  - 日曜プライム「庶務行員 多加賀主水」（2019年11月17日）
  - 日曜プライム「庶務行員・多加賀主水4」（2020年2月16日）
  - ドラマスペシャル「庶務工員・多加賀主水5」（2020年9月24日）
- ハケンのキャバ嬢・彩華 第5話・第6話（2017年11月13日・20日、ABCテレビ[注釈 1]） - カオティック真香莉 役[4][5]
- 星屑リベンジャーズ（2018年7月31日 - 9月25日、メ〜テレ[注釈 2]） - 羽鳥龍 役
- ミラー・ツインズ Season1 第1話（2019年4月6日、東海テレビ・フジテレビ系）
- 凪のお暇 第1話（2019年7月19日、TBS） - 引っ越し屋さん 役
- 探偵が早すぎる スペシャル 前編（2019年12月13日、読売テレビ・日本テレビ系）
- アロハ・ソムリエ 最終話（2019年12月30日、フジテレビ）
- 恋はつづくよどこまでも 第2話 - 第5話、最終話（2020年1月21日 - 2月11日、3月17日、TBS） - 榎木敬太 役
- やめるときも、すこやかなるときも 第9話（2020年3月17日、日本テレビ）
- M 愛すべき人がいて 第1話（2020年4月18日、テレビ朝日）[6]
- 月曜プレミア8「作家刑事 毒島真理」（2020年11月30日、テレビ東京） - 百目鬼二郎 役
- ひきこもり先生（2021年6月12日 - 7月10日、NHK総合） - 吉川教諭 役

### 映画
- 便利屋エレジー（2017年6月24日公開、アイエス・フィールド） - 船橋 役

### WEBドラマ
- ハケンのキャバ嬢・彩華 第5・6話（2017年11月6日・13日、AbemaTV[注釈 1]） - カオティック真香莉 役
- 星屑リベンジャーズ（2018年7月23日 - 9月24日、AbemaTV[注釈 2]） - 羽鳥龍 役

### ウェブテレビ
- 華原朋美のトモちゃんといっしょ（2016年5月 - 12月、AbemaTV）[7]

### ラジオ
- 田中みな実　あったかタイム　あったかファミリーの一員　（TBSラジオ）
- コトブキツカサのオールナイトニッポンモバイル（2016年9月1日 - 、ニッポン放送）
- うどうのらじお（2020年7月10日 - 、ニッポン放送） - 「ちょっとブレイク うどらじムービー」担当